# النزول من الصليب (لوحة فنية)
النزول من الصليب هو عمل فني يصف عملية إنزال المسيح من الصليب بعد صلبه. رسم العديد من الفنانين لوحات فنية تصف هذا النزول.

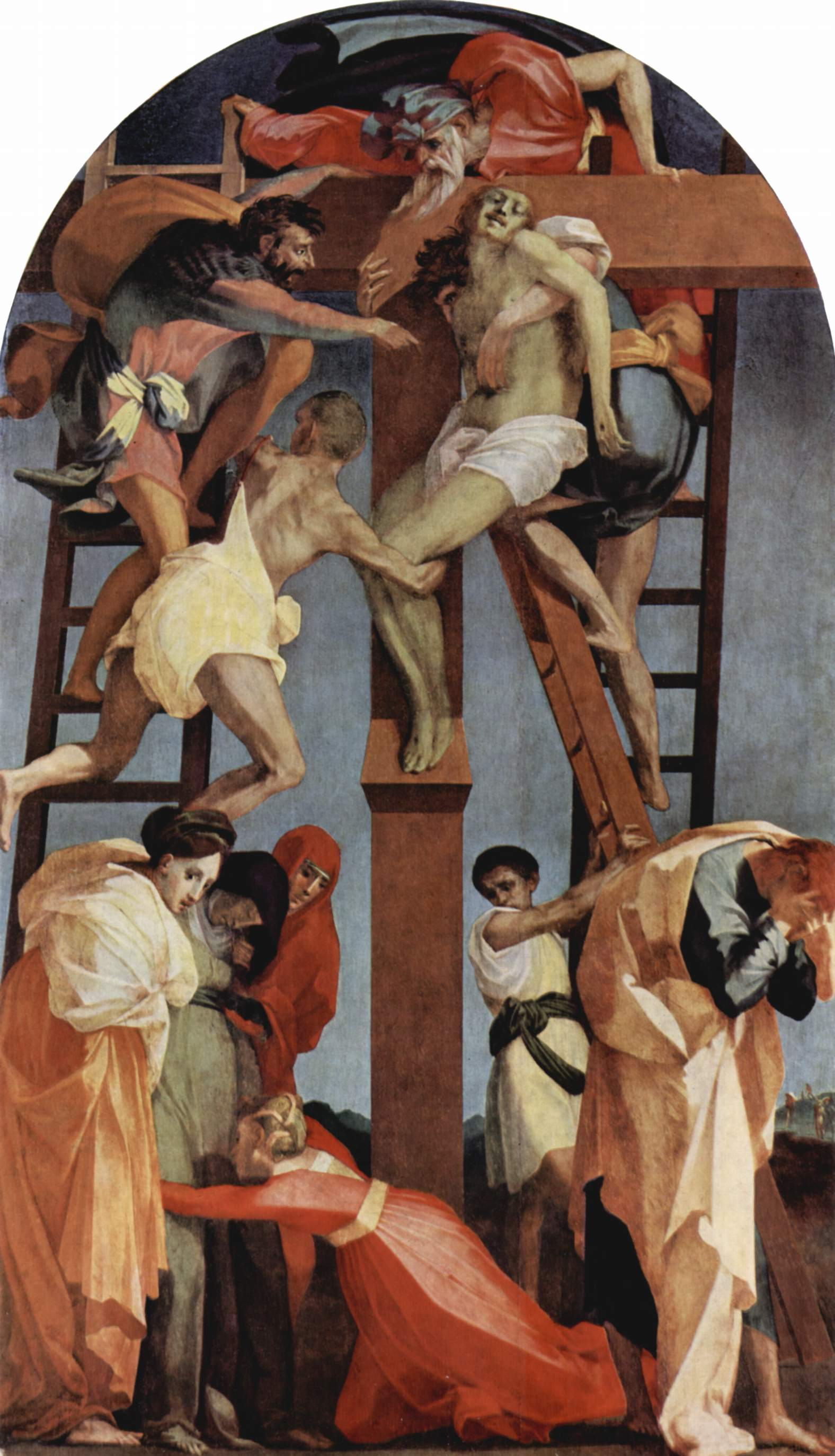
Rosso Fiorentino. Descent from the Cross. 1521. Oil on wood. 375 × 196 cm. Pinacoteca Comunale di فولتيرا, Italy.

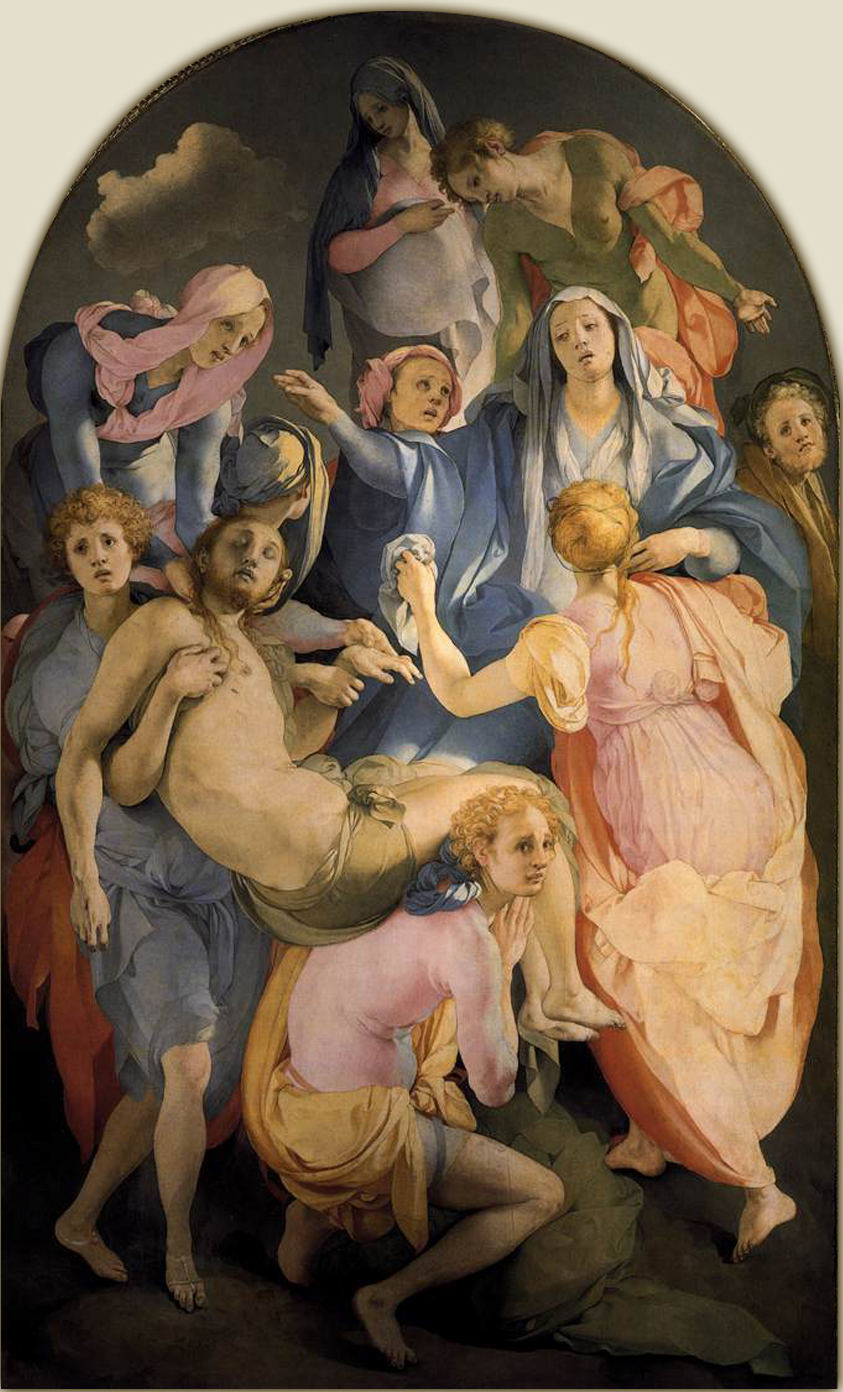
Pontormo. The Descent from the Cross. 1525–1528.

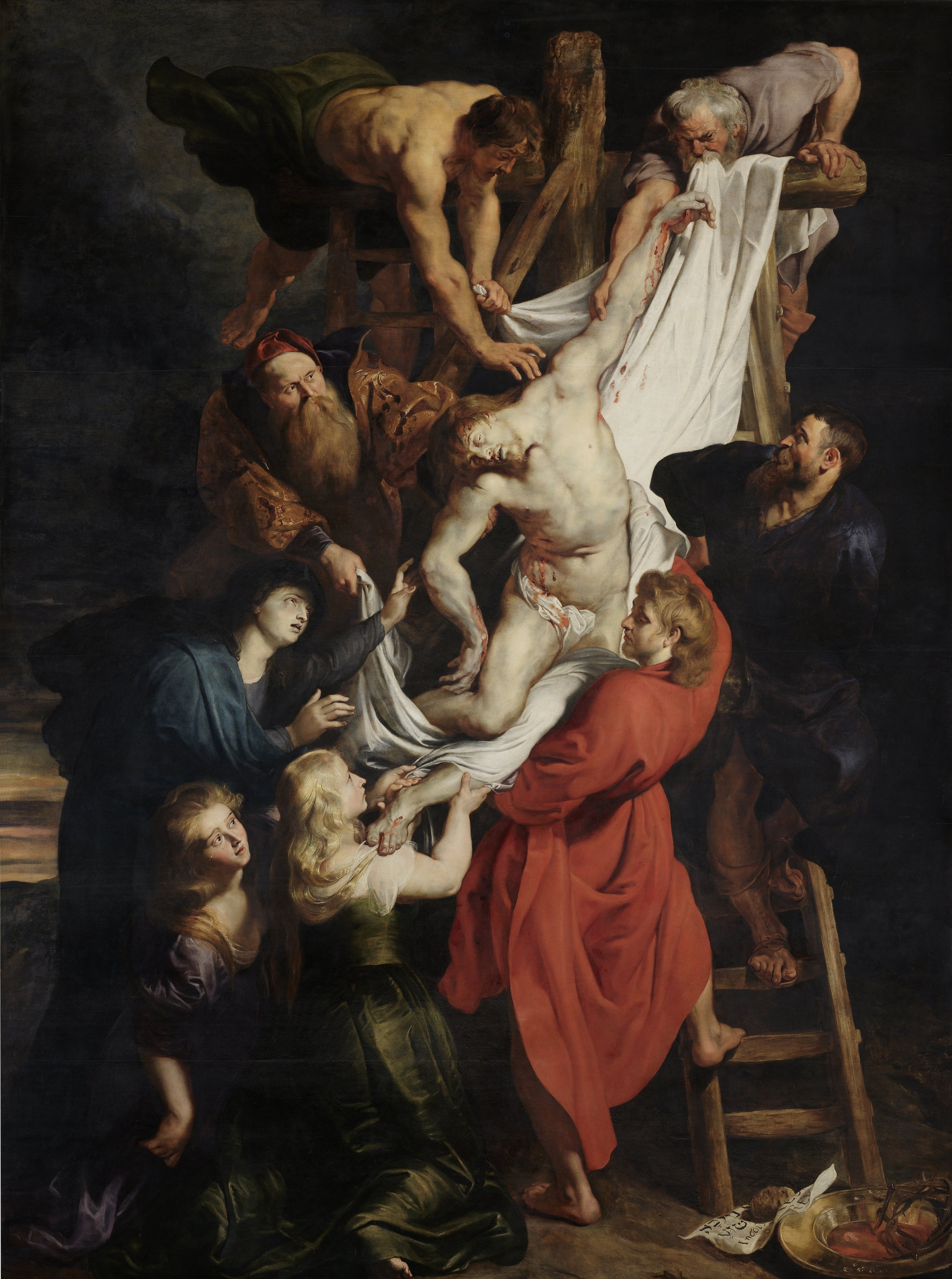
Peter Paul Rubens. The Descent from the Cross. 1612–1614.